# Vägbom

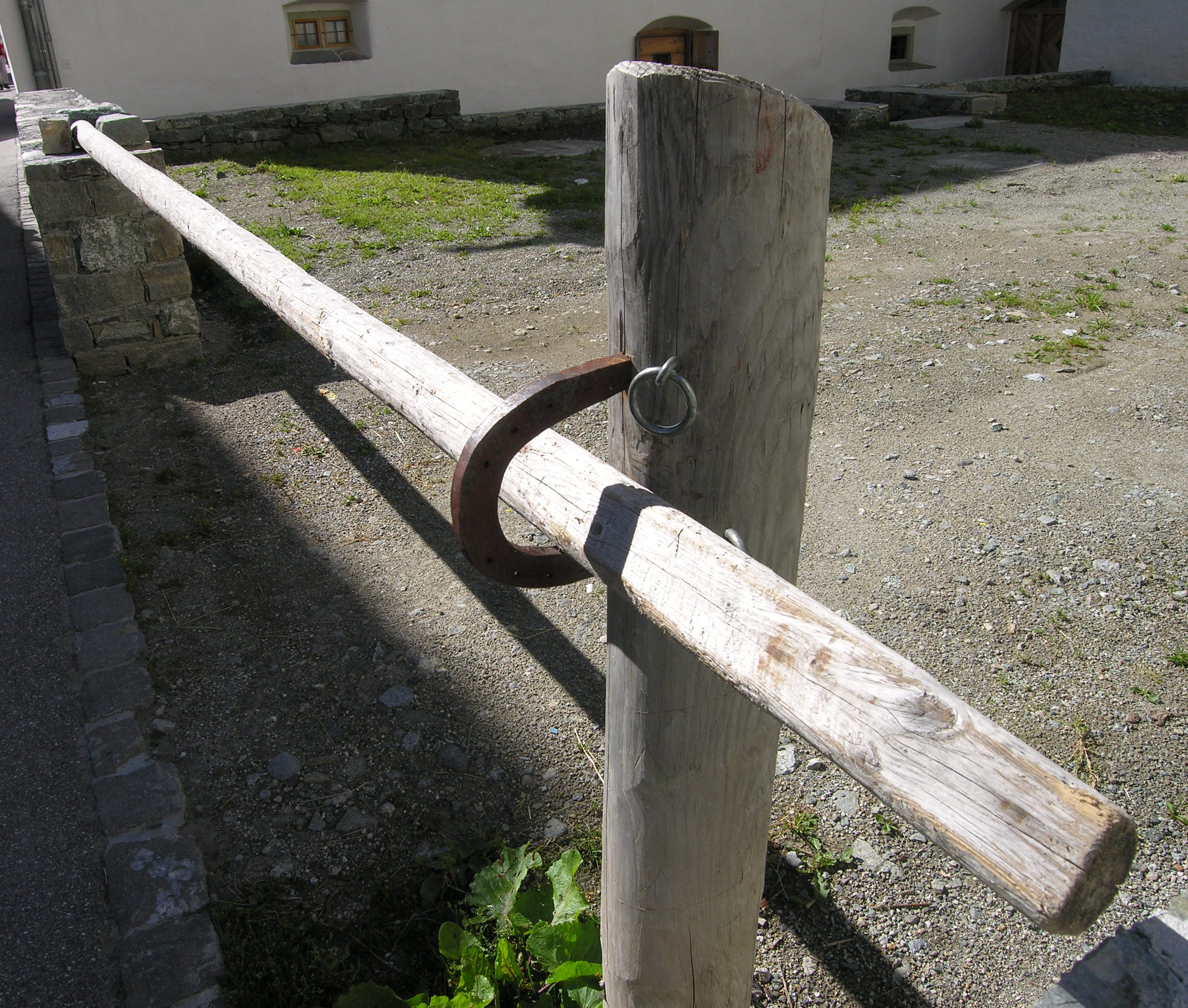
Vägbom.

Vägbom är en anordning, en stoppbom, som ska hindra obehörig biltrafik att ta sig in på till exempel en väg. Vägbommar används även vid färjelägen och järnvägsövergångar, historiskt även i pålspärrar. Bommen utgörs ofta av en stång av trä,  metall eller glasfiber som kan fällas upp när bilar ska passera den.